# Victor Reverdatto
Victor Vladimirovitch Reverdatto (Виктор Владимирович Ревердатто), né le 5 juin 1891 à Kharkov et mort le 14 mars 1969 à Tomsk, est un botaniste soviétique spécialisé dans la flore de Sibérie. Il est docteur en biologie (1935), professeur d'université (1925) et lauréat du prix Staline (1947) et auteur de nombreuses publications à propos des plantes médicinales et de l'histoire de la flore.

## Carrière
Victor Reverdatto naît à Kharkov. Son père, citoyen français, devient sujet de l'Empire russe en 1892 et prend le poste de juge de paix à Novonikolaïevsk. Il meurt du typhus pendant la guerre civile russe en 1920 dans une prison de la Tchéka. Sa mère, Russe d'ascendance noble, est professeur de lycée. Elle meurt en 1941. Victor Reverdatto devient sujet de l'Empire russe en 1913, à sa majorité.
Il fréquente le lycée moderne (Realgymnasium) de Tomsk, dont il sort en 1908, puis entre en 1911 au département de chimie de l'institut technologique de Tomsk. C'est un membre actif du cercle des jeunes botanistes de l'herbarium de l'université de Tomsk, dont font également partie Chichkine, Outkine, Tioumentsev, Serguievskaïa, Popova et Pokrovskaïa. Le professeur Krylov remarque les capacités du jeune Reverdatto et le fait participer à une expédition scientifique dans l'Arctique au large de l'Iénisseï.

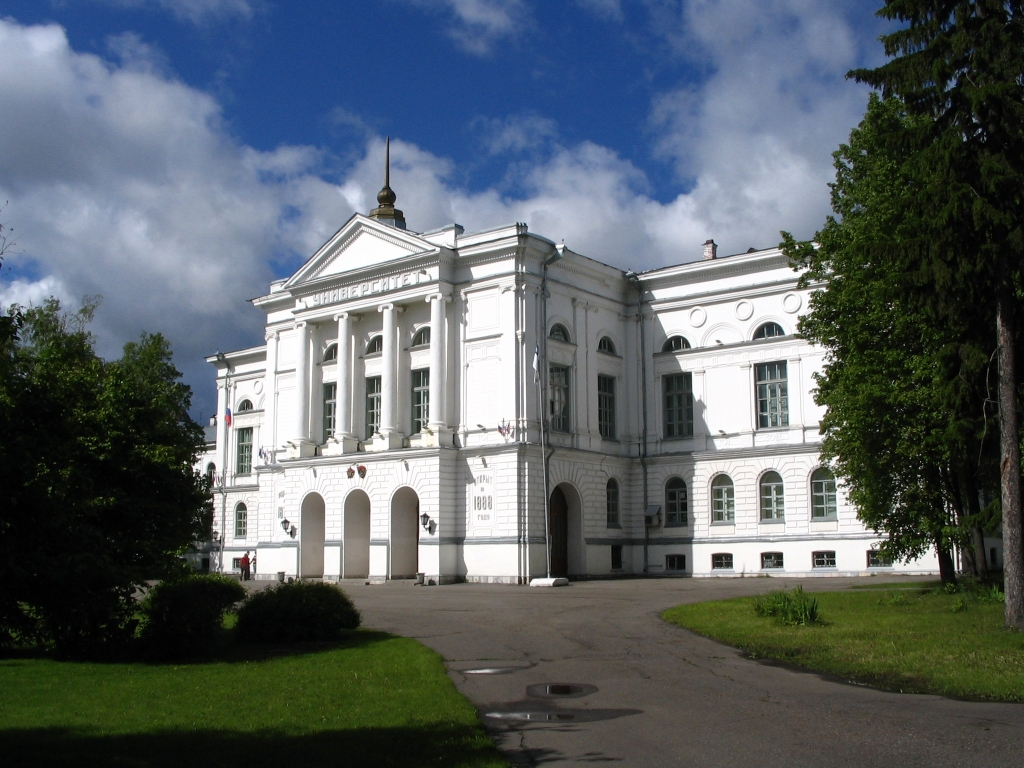
Façade de l'université d'État de Tomsk

À partir de 1919, Reverdatto enseigne à la chaire de botanique de l'institut de biologie de l'université d'État de Tomsk dont il devient professeur en 1925, puis doyen et prorecteur. Il y fonde la chaire de géobotanique et dirige des recherches en géologie botanique pour les sovkhozes qui sont mis en place. De 1924 à 1937, il organise des expéditions botaniques en Khakassie.
Il est nommé en 1927 directeur du jardin botanique de Sibérie après le départ du professeur Krylov et en 1935 directeur du tout nouvel institut de recherches et d'études biologiques dépendant de l'université de Tomsk, dont les ressources proviennent de Sibérie occidentale et de Sibérie centrale. Il porte son attention aux questions de l'histoire de la formation végétale en Sibérie.
Entre 1941 et 1945 (pendant la guerre), il dirige la chaire de pharmacognosie de l'institut de médecine de Tomsk et y fonde un laboratoire de recherches sur les plantes médicinales sibériennes.
Il reçoit le prix Staline de 2e classe en 1947 pour la mise au point de méthodes d'extraction de nouveaux préparateurs issus de plantes médicinales sibériennes et de leur utilisation dans le domaine médical.
Victor Reverdatto est également rédacteur scientifique aux recueils Les Nouvelles plantes médicinales sibériennes et leur  préparation en médecine.

## Hommages
Parmi les plantes baptisées de son nom, on peut distinguer les espèces suivantes :
- Astragalus reverdattoanus Sumnev.
- Delphinium reverdattoanum Polozhij & Revjakina
- Oxytropis reverdattoi Jurtzev
- Poa reverdattoi Roshev.
- Tephroseris reverdattoi (Sobolevsk.) Barkalov
- Thymus reverdattoanus Serg.
- Veronica reverdattoi Krsnob.

## Quelques publications
- Наблюдения, проведенные летом 1917 г. в низовьях р. Енисея, и список растений, собранных там. Томск, 1917 [Expédition de l'été 1917 dans le cours inférieur de l'Iénisseï et liste des plantes recueillies]
- Растительные зоны Абаканской степи // Изв. ТГУ. 1924. Т. 7 [Les plantes de la zone de la steppe de l'Abakan]
- Краткий очерк почв и растительности Том. округа и прилегающих р-нов // Тр. Об-ва изучения Том. кр. Томск, 1927. Вып. 10 [Abrégé des sols et des plantes de la région de Tomsk et de ses alentours]
- Приабаканские степи и орошаемые степи в системе р. Абакана в пределах Минусинского и Хакасского окр. Сиб. края. Томск, 1928 [À propos des steppes de l'Abakan dans le système de la rivière Abakan en Khakassie]
- Природа Сибири, 1928 [La Nature de Sibérie]
- Растительность Сибири. 1931. Ч. 3. [Les plantes de Sibérie]
- Ледниковые реликты во флоре Хакасских степей, 1935 [Les reliquats glaciaires de la flore des steppes de Khakassie]
- Введение в фитоценологию. Томск, 1935. Ч. 1; Совм. с А. П. Сергиевской [Présentation de phytocénologie] en collaboration avec A.P. Serguievskaïa
- Флора Красноярского края, 1960 [La Flore du kraï de Krasnodar]

### Traductions en anglais
- 1973. The facies of contact metamorphism. Édité par V. S. Sobolev. et traduit du russe par D. A. Brown. vii + 263 pp.  (ISBN 0-7081-0705-2)

## Source
- (ru) Cet article est partiellement ou en totalité issu de l’article de Wikipédia en russe intitulé « Ревердатто, Виктор Владимирович » (voir la liste des auteurs).